# ماغنوس شيفيلد
ماغنوس شيفيلد (بالإنجليزية: Magnus Sheffield)‏ (و. 2002  م) هو دراج  أمريكي، ولد في Pittsford, New York ‏.

## التصنيف
| السنة     | 2021 | 2022 | 2023 | 2024 |
| --------- | ---- | ---- | ---- | ---- |
| عالمي     | 1190 | 91   | 108  | 87   |
| أمريكا    | 171  | 9    | 11   | 12   |
|           |      |      |      |      |
| مصدر: UCI |      |      |      |      |

## سجل الفوز

### سباقات أو مراحل فاز بها
| التاريخ        | السباق                                     | المركز                                                                   |
| -------------- | ------------------------------------------ | ------------------------------------------------------------------------ |
| 26 سبتمبر 2019 | سباق الطريق للشبان في بطولة العالم 2019    | الثالث في التصنيف العام                                                  |
| 20 سبتمبر 2021 | سباق الزمن تحت 23 سنة في بطولة العالم 2021 | العاشر في التصنيف العام                                                  |
| 01 يناير 2022  | طواف أندلوسيا 2022                         | الثالث في تصنيف النقاط                                                   |
| 06 فبراير 2022 | نجم بسجس 2022                              | الرابع في تصنيف الجبال، السابع في تصنيف أفضل شاب                         |
| 13 أبريل 2022  | برابانتس بييل 2022                         | الفائز في التصنيف العام                                                  |
| 29 مايو 2022   | طواف النرويج 2022                          | الثالث في تصنيف أفضل شاب، السادس في التصنيف العام                        |
| 12 يونيو 2022  | زي إل إم تور 2022                          | السادس في تصنيف أفضل شاب                                                 |
| 20 أغسطس 2022  | طواف الدنمارك 2022                         | الأول في تصنيف أفضل شاب، الثاني في التصنيف العام، الخامس في تصنيف النقاط |
| 18 سبتمبر 2022 | سباق الزمن في بطولة العالم 2022            | المرتبة 17 في التصنيف العام                                              |
| 22 يناير 2023  | داون أندر 2023                             | الأول في تصنيف أفضل شاب، الرابع في التصنيف العام                         |
| 12 مارس 2023   | تيرينو أدرياتيكو 2023                      | السادس في تصنيف أفضل شاب                                                 |
| 10 سبتمبر 2023 | طواف بريطانيا 2023                         | الأول في تصنيف أفضل شاب، الرابع في التصنيف العام، الخامس في تصنيف الجبال |
| 07 يوليو 2024  | 2024 Tour of Austria                       | الأول في تصنيف أفضل شاب، الثالث في التصنيف العام                         |